# 글레너번 FC
글레너번 FC(Glenavon F.C.)는 북아일랜드에 있는 러건을 연고로 하는 프로 축구팀이다. 이 팀은 1889년에 창단되었으며, 현재 IFA 프리미어십에 출전하고 있다.

## 선수 명단

### 현역
참고: FIFA 자격 규정에 따라 소속된 국가대표팀 국기를 표시합니다. 선수는 복수의 FIFA 비회원국 국적을 가지고 있을 수 있습니다.
| 번호 | 포지션 | 국적     | 이름              |
| ---- | ------ | -------- | ----------------- |
| 1    | GK     | 아일랜드 | 타그 라이언       |
| 9    | FW     | 아일랜드 | 데이비드 맥데이드 |

| 번호 | 포지션 | 국적 | 이름 |
| ---- | ------ | ---- | ---- |

### 역대
틀:글레너번 FC 선수 명단